# Staurogyne merrillii
Staurogyne merrillii är en akantusväxtart som beskrevs av Cornelis Eliza Bertus Bremekamp. Staurogyne merrillii ingår i släktet Staurogyne och familjen akantusväxter. Inga underarter finns listade i Catalogue of Life.